# OFC Champions League 2009-2010
La OFC Champions League 2009-2010 è stata la nona edizione della OFC Champions League, la massima competizione calcistica per squadre di club dell'Oceania.
La competizione è stata vinta dal PRK Hekari United per la prima volta nella sua storia. La squadra vincitrice ha partecipato alla Coppa del mondo per club FIFA 2010 che si è disputata negli Emirati Arabi Uniti nel mese di dicembre 2010.

## Squadre partecipanti
| Squadra             | Nazione            | Qualificazione                                                        |
| ------------------- | ------------------ | --------------------------------------------------------------------- |
| Lautoka F.C.        | Figi               | Campione Fiji National Football League 2009                           |
| AS Magenta          | Nuova Caledonia    | Campione Division Honneur 2009                                        |
| Auckland City F.C.* | Nuova Zelanda      | Campione New Zealand Football Championship 2008/09                    |
| Waitakere United    | Nuova Zelanda      | 1º nella regular season del New Zealand Football Championship 2008/09 |
| PRK Hekari United   | Papua Nuova Guinea | Campione Papua New Guinea National Soccer League 2008/09              |
| Marist F.C.         | Isole Salomone     | Campione Solomon Islands National Club Championship 2009              |
| AS Manu-Ura         | Polinesia francese | Campione Division Fédérale 2009                                       |
| Tafea F.C.          | Vanuatu            | Campione Vanuatu Football Federation Bred Cup 2009                    |

* = Campioni in carica

## Fase a Gruppi

### Gruppo A
| Team             | Pld | W | D | L | GF | GA | GD  | Pts |
| ---------------- | --- | - | - | - | -- | -- | --- | --- |
| Waitakere United | 6   | 3 | 3 | 0 | 15 | 6  | +9  | 12  |
| Auckland City FC | 6   | 3 | 3 | 0 | 13 | 5  | +8  | 12  |
| AS Magenta       | 6   | 1 | 3 | 2 | 13 | 10 | +3  | 6   |
| AS Manu-Ura      | 6   | 0 | 1 | 5 | 3  | 23 | -20 | 1   |

|                  | AUC | MAG | MAN | WAI |
| ---------------- | --- | --- | --- | --- |
| Auckland City FC | –   | 2–1 | 5–0 | 2–2 |
| AS Magenta       | 1–1 | –   | 8–1 | 1–1 |
| AS Manu-Ura      | 0–2 | 1–1 | –   | 1–5 |
| Waitakere United | 1–1 | 4–1 | 2–0 | –   |

| Arbitro: | Gerard Parsons |

|                                                                            |           |  |
| Ivan Vicelich 18’ Chad Coombes 34’ Daniel Koprivčić 69’, 80’, 90+1’ (rig.) | Marcatori |  |

| Arbitro: | Norbert Hauata |

|                        |           |                  |
| Aaron Scott 78’ (aut.) | Marcatori | 37’ Brent Fisher |

| Arbitro: | Kevin Docherty |

|                                             |           |  |
| Benjamin Totori 55’ Brent Fisher 86’ (rig.) | Marcatori |  |

| Arbitro: | Rakesh Varman |

|                                        |           |              |
| Matt Williams 47’ Daniel Koprivčić 52’ | Marcatori | 6’ Lamo Xewe |

| Arbitro: | Jamie Cross |

|                  |           |                  |
| Brent Fisher 42’ | Marcatori | 30’ Chad Coombes |

| Arbitro: | Peter O'Leary |

|                    |           |                     |
| Billy Mataitai 68’ | Marcatori | 46’ Philippe Kokono |

| Arbitro: | Rakesh Varman |

|  |           |                                   |
|  | Marcatori | 63’ Ian Hogg 89’ Daniel Koprivčić |

| Waitakere 20 febbraio 2010, ore 15:00 UTC+13                                                                                | Waitakere United | 4 – 1           | AS Magenta | Douglas Field |
| \| \| \| \| \| Martin Bullock 39’ Benjamin Totori 40’ Ryan De Vries 78’ Brent Fisher 80’ \| Marcatori \| 6’ Ludovic Boit \| |                  |                 |            |               |
| |                  |                 |            |               |
| Martin Bullock 39’ Benjamin Totori 40’ Ryan De Vries 78’ Brent Fisher 80’                                                   | Marcatori        | 6’ Ludovic Boit |            |               |

| Arbitro: | Isidore Assiene-Ambassa |

|                     |           |                                                             |
| Hiroana Poroiea 30’ | Marcatori | 28’, 58’ Jason Rowley 42’ Roy Krishna 45’, 60’ Allan Pearce |

| Arbitro: | Norbert Hauata |

|                  |           |                      |
| Andre Sinedo 53’ | Marcatori | 13’ Daniel Koprivčić |

| Arbitro: | Norbert Hauata |

|                                       |           |                         |
| Daniel Koprivčić 30’ Greg Uhlmann 70’ | Marcatori | 3’, 58’ Benjamin Totori |

| Arbitro: | John Sa'ohu |

| |           |                     |
| Pierre Wajoka 14’ Stéphane Tuairau 18’ (aut.) Marius Bako 31’ Noël Kaudré 49’ Paul Poatinda 58’ Judicaël Ixoéé 82’ Jean Xéwé-Lamo 85’ Jean-Philippe Saïko 90’ | Marcatori | 45’ Hiroana Poroiea |

### Gruppo B
| Team              | Pld | W | D | L | GF | GA | GD  | Pts |
| ----------------- | --- | - | - | - | -- | -- | --- | --- |
| PRK Hekari United | 6   | 4 | 1 | 1 | 15 | 7  | +8  | 13  |
| Lautoka FC        | 6   | 4 | 0 | 2 | 12 | 6  | +6  | 12  |
| Tafea FC          | 6   | 2 | 2 | 2 | 8  | 11 | −3  | 8   |
| Marist FC         | 6   | 0 | 1 | 5 | 3  | 14 | −11 | 1   |

|                   | HEK | LAU | MAR | TAF |
| ----------------- | --- | --- | --- | --- |
| PRK Hekari United | –   | 1–2 | 2–1 | 4–0 |
| Lautoka FC        | 0–1 | –   | 3–0 | 1–2 |
| Marist FC         | 1–4 | 1–3 | –   | 0–2 |
| Tafea FC          | 3–3 | 1–3 | 0–0 | –   |

| Arbitro: | Jamie Cross |

|                                                     |           |                                      |
| Silas Namatak 1’ Robert Tom 34’ François Sakama 45’ | Marcatori | 40’, 42’ Kema Jack 50’ Benjamin Mela |

| Arbitro: | Chris Kerr |

|                   |           |                                                          |
| Abraham Iniga 82’ | Marcatori | 14’ Kamal Hassan 20’ Samuela Kautoga 90+2’ Nahuel Arrart |

| Arbitro: | Andrew Achari |

|  |           |                                        |
|  | Marcatori | 48’ François Sakama 51’ Etienne Mermer |

| Arbitro: | John Saohu |

|               |           |                                     |
| Kema Jack 28’ | Marcatori | 69’ Valerio Nawatu 76’ Apisai Smith |

| Arbitro: | Norbert Hauata |

|                      |           |                                            |
| Valerio Nawatu 45+1’ | Marcatori | 22’ Jean Nako Naprapol 77’ François Sakama |

| Port Moresby 5 dicembre 2009, ore 15:00 UTC+10                                       | PRK Hekari United | 2 – 1              | Marist FC | PMRL Stadium |
| \| \| \| \| \| Kema Jack 48’ Joachim Waroi 52’ \| Marcatori \| 82’ Commins Menapi \| |                   |                    |           |              |
|                                                                                      |                   |                    |           |              |
| Kema Jack 48’ Joachim Waroi 52’                                                      | Marcatori         | 82’ Commins Menapi |           |              |

| Port Moresby 13 febbraio 2010, ore 15:00 UTC+10                                              | PRK Hekari United | 4 – 0 | Tafea FC | PMRL Stadium |
| \| \| \| \| \| Tuimasi Manuca 14’ Alick Maemae 20’, 28’ Joachim Waroi 84’ \| Marcatori \| \| |                   |       |          |              |
|                                                                                              |                   |       |          |              |
| Tuimasi Manuca 14’ Alick Maemae 20’, 28’ Joachim Waroi 84’                                   | Marcatori         |       |          |              |

| Lautoka 14 febbraio 2010, ore 15:00 UTC+13                                                   | Lautoka FC | 3 – 0 | Marist FC | Churchill Park |
| \| \| \| \| \| Osea Vakatalesau 8’ Alvin Avinesh 48’ Jone Vonu Junior 73’ \| Marcatori \| \| |            |       |           |                |
|                                                                                              |            |       |           |                |
| Osea Vakatalesau 8’ Alvin Avinesh 48’ Jone Vonu Junior 73’                                   | Marcatori  |       |           |                |

| Port Vila 6 marzo 2010, ore 15:00 UTC+11 | Tafea FC                | 0 – 0 | Marist FC | Korman Stadium\| Arbitro: \| Isidore Assiene-Ambassa \| |
| Arbitro:                                 | Isidore Assiene-Ambassa |       |           |                                                         |

| Arbitro: | Chris Kerr |

|  |           |                    |
|  | Marcatori | 54’ Henry Fa'arodo |

| Honiara 27 marzo 2010, ore 15:00 UTC+11                                                                          | Marist FC | 1 – 4                                                       | PRK Hekari United | Lawson Tama Stadium |
| \| \| \| \| \| Commins Menapi 78’ \| Marcatori \| 18’, 29’ Alick Maemae 29’ Henry Fa'arodo 39’ Pita Baleitoga \| |           |                                                             |                   |                     |
| |           |                                                             |                   |                     |
| Commins Menapi 78’                                                                                               | Marcatori | 18’, 29’ Alick Maemae 29’ Henry Fa'arodo 39’ Pita Baleitoga |                   |                     |

| Port Vila 27 marzo 2010, ore 15:00 UTC+11                                                           | Tafea FC  | 1 – 3                                           | Lautoka FC | Korman Stadium |
| \| \| \| \| \| Geoffrey Gete 57’ \| Marcatori \| 35’ Samuela Vula 51’ Jone Vone 86’ Sailesh Samy \| |           |                                                 |            |                |
| |           |                                                 |            |                |
| Geoffrey Gete 57’                                                                                   | Marcatori | 35’ Samuela Vula 51’ Jone Vone 86’ Sailesh Samy |            |                |

## Finale
Le squadre vincitrici dei due gruppi si affronteranno in una doppia finale (andata e ritorno) per decretare i campioni.
| Squadra 1         | Totale | Squadra 2        | Andata | Ritorno |
| ----------------- | ------ | ---------------- | ------ | ------- |
| PRK Hekari United | 4 – 2  | Waitakere United | 3 - 0  | 1 - 2   |

| Arbitro: | Gerard Parsons |

|                                     |           |  |
| Kema Jack 27’, 73’ Alick Maemae 49’ | Marcatori |  |

| Arbitro: | Norbert Hauata |

|                                        |           |                      |
| Neil Emblen 3’ Brent Fisher 84’ (rig.) | Marcatori | 35’ (rig.) Kema Jack |

## Classifica marcatori
| Gol | Rigori |  | Giocatore        | Squadra           |
| --- | ------ |  | ---------------- | ----------------- |
| 7   | 1      |  | Kema Jack        | PRK Hekari United |
| 7   | 1      |  | Daniel Koprivčić | Auckland City     |
| 5   |        |  | Alick Maemae     | PRK Hekari United |
| 5   | 2      |  | Brent Fisher     | Waitakere United  |
| 4   |        |  | Benjamin Totori  | Waitakere United  |
| 3   |        |  | François Sakama  | Tafea FC          |